# 交響曲第3番 (ルーセル)
交響曲第3番 ト短調 作品42, L. 53 は、アルベール・ルーセルが1929年から1930年にかけて作曲した交響曲。

## 概要
本作はボストン交響楽団創立50周年のためにセルゲイ・クーセヴィツキーの依頼（これにはアルテュール・オネゲルの『交響曲第1番』やイーゴリ・ストラヴィンスキーの『詩篇交響曲』、セルゲイ・プロコフィエフの『交響曲第4番 ハ長調』も含まれる）で作曲されたものであり、バレエ『バッカスとアリアーヌ』（作品43, L. 54）とほぼ同時期の作品である。
初演は1930年10月24日に、クーセヴィツキーの指揮でボストン交響楽団によって行われた。

## 楽器編成
ピッコロ、フルート2、オーボエ2、イングリッシュホルン、クラリネット2、バスクラリネット、ファゴット2、コントラファゴット、ホルン4、トランペット4、トロンボーン4、チューバ、ティンパニ3、トライアングル、小太鼓、シンバル、大太鼓、タムタム、チェレスタ、ハープ2、弦五部。

## 曲の構成
全4楽章、演奏時間は約23分。
- 第1楽章 アレグロ・ヴィーヴォ
ト短調、4分の3拍子、ソナタ形式。
弦楽器による伴奏の後、同じく弦楽器により第1主題が提示される。第2主題はフルートにより提示される。
- 第2楽章 アダージョ
変ホ長調、4分の4拍子、三部形式。
オーボエとフルートが主要主題のモチーフを提示した後、ヴァイオリンが主要主題を完全な形で提示する。中間部はリズミカルな主題が登場するが、やがて主要主題を縮小形によるフーガとなる。
- 第3楽章 ヴィヴァーチェ
ニ長調、8分の3拍子、自由なソナタ形式。
第1主題に経過部的なものが存在せず、2つの主題は並列に取り扱われる。
- 第4楽章 アレグロ・コン・スピーリト
ト長調、4分の4拍子、ロンド形式（A-B-A'-C-A-B-A）。
ソナタ形式的な要素もあり、Cは第3楽章の要素に基づいている。